# Drang nach Osten
Drang nach Osten (tysk for "dragning mod øst", "længsel mod øst", "fremstød mod øst", "trænge mod øst", "drift mod øst" eller "ønske om at trænge mod øst") var et begreb opfundet i 1800-tallet som betegnelse for tysk ekspansion i områder beboet af slavere. Udtrykket blev et motto for den tyske nationalistiske bevægelse i slutningen af 1800-tallet.
I nogle sammenhænge betegner Drang nach Osten middelalderens tyske koloniseringer i Central- og Østeuropa (Ostsiedlung), middelalderlige militære ekspeditioner som den Tyske Ordens og germaniseringspolitik og krigsførelse af moderne tiders tyske stater som den nazistiske Lebensraum-idé.
Drang nach Osten var et af de centrale elementer i tysk nationalisme og en del af den nazistiske ideologi, som Hitler udtalte 7. februar 1944: "Det er østpå, alene og altid østpå, vor races blod skal ekspandere. Det er den retning, naturen har udpeget for de tyske folk til udvidelse."